# R (單曲專輯)
《R》（風格化為《-R-》）是韓裔紐西蘭歌手兼BLACKPINK成員Rosé的首張個人單曲專輯。本專輯由YG娛樂和新視鏡唱片發行，於3月4日開放預購，並於2021年3月12日正式發行販售。此專輯由Jon Bellion、ojivolta、Jorgen Odegard、泰迪、24和Brian Lee製作。 《R》主要是由合成器流行，流行舞曲，電子流行， 電子舞曲 ，另类摇滚，軟搖滾，独立摇滚和摇滚乐元素組成的的流行音樂。專輯實體版銷售量在韓國Gaon音乐榜專輯排行榜上排名第2。
〈On the Ground〉作为專輯主打單曲發行。這首單曲在韓國排名第4，在美國《告示牌》百大單曲榜上排名第70，為韓國女性個人歌手作品的最高名次，這首歌也在《告示牌》全球二百大單曲榜和《告示牌》美國除外全球單曲榜上空降冠軍第1位，是首個同時空降雙榜冠軍的韓國個人歌手作品。副主打單曲〈Gone〉於2021年4月5日公開音樂錄影帶。

## 背景
2020年6月2日，YG娛樂宣布将在Blackpink發行團體首張完整專輯後，於2020年年底讓Rosé以個人歌手身份出道發行專輯  。2020年12月30日，Rosé在接受韓國媒體Osen的採訪時透露，她將於2021年1月中旬拍攝個人出道單曲的音樂錄影帶 。2021年1月25日，Blackpink的YouTube官方頻道公開了一支名為 《Coming Soon》的33秒預告片，其中Rosé演唱了一段未知曲目 。該預告片於發布24小時內突破1324萬觀賞次數，打破韓國女性個人歌手預告片紀錄。唱片公司YG娛樂透露，Rosé「在1月中旬完成了她個人專輯曲目的音樂錄影帶的所有拍攝工作」且發行的內容「肯定會和Blackpink常有的音樂風格不同」。不久後，Rosé宣布將於2021年1月31日，也就是Blackpink的首次線上演唱會《The Show》上表演該預告片裡的曲目。1月31日，Rosé於演唱會《The Show》表演該曲，一半為影像、一半為現場演唱，並正式確認該曲名為《Gone》，其音源與影像片段遭大規模網路洩露。
2021年3月2日，YG娛樂上傳了一張預告片海報，上面標有專輯名稱，並宣布了發行日期，正式宣佈將於3月12日啟動Rosé備受期待的個人出道活動。3月3日，新預告片海報首次揭開主打單曲《On the Ground》  ，顯示與先前預告片揭露的《Gone》為不同歌曲。3月4日，Rosé首張個人單曲專輯開放網路預購。3月7日，發布首支《On the Ground》音樂錄影帶預告片  。3月8日，YG公開專輯單曲目清單，確認收錄《Gone》與《On the Ground》兩首歌，並顯示Rosé參與了兩首歌的作詞與作曲 。3月9日，發表《On the Ground》的第二支音樂錄影帶預告片。3月11日，Rosé在線上新聞發表會上透露，副主打《Gone》是兩年前就錄製好的，主打歌《On the Ground》則是近期才錄製的。
3月12日，《On the Ground》音樂錄影帶正式公開，兩首收錄曲的數位音源正式公開。實體專輯開始出貨與販售。3月13日，公開《On the Ground》幕後花絮，並於3月23日上傳舞蹈練習影片。3月18日，Rosé公開個人YouTube頻道，上傳了採訪影片，結合成長影像紀錄，闡述本次主打曲概念。4月5日，YG娛樂公開了《Gone》的完整音樂錄影帶。

## 歌曲構成
「我相信每一首歌都有最適合它的語言。針對主打歌用哪一種語言寫最適合，我掙扎了很久，但最後我認為是英文比較適合。說實在的，我很擔心粉絲會因為是英文歌詞而感到失望，但我認為呈現一首完整的、最好的、我自己滿意的歌曲，是很重要的。」- Rosé 於新音樂快遞談及《R》的英文歌詞。
音樂性上，《R》主要是由合成器流行，流行舞曲，電子流行， EDM ，另類搖滾，軟搖滾，獨立搖滾和搖滾元素組成的的流行音樂    。這張單曲專輯總長6分鐘15秒，共收錄兩首歌曲。新音樂快遞觀察到「Rosé回歸最基本的元素上，去除那些她所屬的女子團體的作品裡，那些常使樂曲變得雜亂無章的過多層次；她選擇這首歌真正需要的元素，並採用一種安靜、柔和的方式來創作。」
在一場線上新聞發表會上，Rosé表示在進行自己投入了很多，在她首個個人出道專案上 。她說：「由於我的粉絲已經等了這麼久，我希望它能令人滿意」、「從專輯的封面設計到我的第一首歌曲創作，我參加了很多會議來表達我對專輯的看法」 在實體專輯小冊子裡的製作人員名單中，可見Rosé與Teddy Park並列為整個專輯的創意總監。她表示在錄製唱片時，她回想起自己作為團員剛出道時的心境和對音樂的熱情：「我進行了反思，並意識到我有多愛音樂，得到安慰並與之一起成長。我以英語寫這首歌，因為我認為這是最適合它們的語言。我希望它們能使聽眾感到安慰」這位歌手還透露，她在兩年前第一次錄製了《Gone》，而《On the Ground》「是最近才錄製的 」 。在Zach Sang節目專訪上，Rosé透露其實她從三年前就已經為個人出道計畫寫歌。

### 歌曲
單曲專輯以《On the Ground》展開，一首電音和流行歌曲，帶有合成流行元素和電子舞曲風格的節拍，並配有簡單的吉他旋律   。這首單曲帶有細膩與旋律性的主歌，伴隨帶有氣息的人聲與副歌，緊接著流行舞曲式的編曲，天使般的橋接，並以末尾Rosé的高音作結 。在這首歌裡，Rosé反思了她作为全球K-pop超級巨星的生活，並意識到生活中真正重要的事情，已經存在於自己之中。
第二首曲目《Gone》是以電吉他為基礎的軟搖滾、另類搖滾和獨立搖滾抒情搖曲。為營造柔和的氣氛，這首歌的製作使用了不插電的聲音，並以刷弦方式彈奏吉他和弦   。這首歌是一首令人心碎的分手歌，講述對已離開的前任的情緒。

## 概念與標題
一份新聞稿說，專輯的標題「不僅象徵Rosé名字的首字母，而且象徵著她作為個人歌手藝術家的新起點 。」她在一次全球新聞發表會上說：「許多人用很多名字稱呼我，所以「R」來自我名字的第一個字母，它代表了我獨唱的開始」，「我希望人們不是用『R』這個字母來定義我，而是在看到我的時候想到了『R』 。「《On the Ground》是追求成功與夢想的漫長而艱難的旅程」Rosé在歌曲裡講述了簡單的事情，而這些事情對人生更為重要，像是家庭、朋友、健康和個人的幸福，而不是每個人都喜歡吹噓的成功的標準。Rosé在《Gone》中演唱了最終離開她的艱難愛情以及她破碎的心。據她所述，每當錄製一首歌時，她會扮演一個或另一個角色。而在這裡，如她所言，她只是做自己 。
在韓國音樂節目人氣歌謠演出後，Rosé說《On the Ground》是那些「尋找生命意義的人創作的，這首歌也是關鍵問題的答案」，以「答案早在我們靈魂深處，而且沒有人應該從別的地方尋找它」Rosé親自命名這首歌曲，並認為這是她演唱過的所有歌曲中，最成功的一句歌詞。這意味著Rosé所需的一切都在這裡、「在地上」，並且無須急著去某處追尋。

## 發表與宣傳
2021年3月2日，YG娛樂上傳了一張預告片海報，上面標有專輯名稱《R》，並宣布了發行日期，正式宣佈將於3月12日啟動Rosé備受期待的個人出道活動，並表示專輯可從3月4日起進行預購。
3月3日，Rosé與YG娛樂分別在社群媒體上公開新預告片的海報，首次揭開主打單曲《On the Ground》  ，顯示與先前預告片揭露的《Gone》為不同歌曲。
3月4日，Rosé首張個人單曲專輯開放網路預購。3月7日，發布首支《On the Ground》音樂錄影帶預告片  。
3月8日，YG公開專輯單曲目清單，確認收錄《Gone》與《On the Ground》兩首歌，並顯示Rosé參與了兩首歌的作詞與作曲 。
3月9日，發表《On the Ground》的第二支音樂錄影帶預告片。
3月11日，Rosé召開線上新聞發表會，並在發布前一個小時於Vlive直播，稍稍預告專輯、音樂錄影帶的內容，並展示了實體專輯的設計與包裝。
3月12日，《On the Ground》音樂錄影帶正式公開，並透過YG娛樂和新視鏡唱片，於全球公開兩首收錄曲的數位音源。實體專輯也同步出貨與販售。
3月13日，公開《On the Ground》幕後花絮。
3月14日，Rosé作為出現在韓國綜藝節目《我家的熊孩子》上，是該節目請過最年輕的特邀嘉賓。
3月16日，Rosé接受Zane Lowe主持的Apple Music的「新音樂日報」採訪。
3月18日，Rosé公開個人YouTube頻道，上傳了採訪影片，結合成長影像紀錄，闡述本次主打曲概念。
3月20日，Rosé和好友女子組合Girl's Day的惠利一起上韓國綜藝節目《認識的哥哥》。
3月23日，YG娛樂於Blackpink的官方YouTube頻道上，上傳了《On the Ground》的舞蹈練習影片。Rosé亦於同一天接受美國權威音樂雜誌滾石的獨家專訪。
3月27日，英國MTV專訪Rosé。
3月29日，Rosé出現在美國The Kelly Clarkson Show節目上，並在同一天接受了美國早晨音樂廣播節目主持人Zach Sang的專訪。
4月2日，Rosé登上澳洲版《Vogue》四月號雜誌封面，是第三位登上該國《Vogue》女性亞裔面孔。同一天，中國QQ音樂公開了Rosé的專訪。
4月5日，YG娛樂公開了《Gone》的完整音樂錄影帶。同天，中國酷我音樂也發表了Rosé的專訪。
4月9日，中國酷狗音樂公開了Rosé的專訪。
4月14日，中國搜狐韓娛公開Rosé的專訪。
4月15日，TwitterMusic更新其推特帳號標題為『Twitter Music is listening to On the Ground』並公開Rosé閱讀粉絲推文的採訪影片。

### 單曲
《On the Ground》作為專輯《R》的主打單曲，與專輯本身於2021年3月12日發行 。由韓莎敏（Han Sa-min）執導的音樂錄影帶在歌曲發行的同一天首播。影片公開後12小時後，達到2300萬次觀看，成為韓國個人歌手最快達到兩千萬觀覽量的音樂錄影帶。該影片在美國東部標準時間上午12:00首映，吸引了超過120萬人同時在線觀看，打破YouTube音樂錄影帶首映歷史紀錄。24小時內，《On the Ground》達到4160萬次的觀看次數，成為YouTube上24小時內韓國個人歌手最快最高紀錄，打破了Psy以《Gentleman》音樂錄影帶拿下並維持近八年的紀錄。發行後七天，成為史上女性個人歌手最快達到1億次觀看的音樂錄影帶 。這支MV在中國QQ音樂MV巔峰榜上，也拿下了3月8日至3月21日期間的雙週冠軍。
在美國，《On the Ground》首次亮相並於美國告示牌百大單曲榜上排名第70，成為韓國女性個人歌手作品拿下的最高名次。這首歌也在告示牌全球二百大單曲榜和告示牌美國除外全球兩百大單曲榜上拿下全球排名第1，是史上首位同時空降雙榜冠軍的韓國個人歌手單曲。這首歌發售後旋即在全球獲得9210萬次串流與2萬9千次全球下載量，並橫掃51國Apple iTunes音樂下載排行榜冠軍，打破韓國女性個人歌手紀錄。
《Gone》作為專輯《R》的副主打單曲，與專輯本身於2021年3月12日發行 。雖然1月31日Rosé曾在演唱會《The Show》預先表演該曲，其音源與影像片段已遭大規模網路洩露。發行後，這首歌仍在美國告示牌K-pop Hot 100 （页面存档备份，存于）上排名第五，美國告示牌數位歌曲銷售榜上排名第15位，並在全球200强中排名第29位，以及在全球200強美國除外榜排名第17位 。4月5日《Gone》推出正式完整音樂錄影帶，於1小時2分內獲得100萬個點讚，並在半天後於YouTube達到1000萬次的觀看次數。在中國QQ音樂MV巔峰榜上，《Gone》也拿下了4月5日至4月11日期間的冠軍。

### 現場表演
2021年1月31日，Rosé在Blackpink的首次線上演唱會《The Show》演出了《Gone》。2021年3月14日，Rosé首次在SBS的人氣歌謠現場表演了《Gone》和《On the Ground》。3月16日，Rosé在吉米·法輪《今夜秀》中表演了《On the Ground》。這是Rosé首次在美國電視台上獨演，也使她成為第一個在這個電視節目表演的韓國個人歌手。3月30日，Rosé也於日本電視台節目SUKKIRI上接受採訪並表演了《On the Ground》。從三月中至四月初，Rosé也持續在M Countdown、Show! 音樂中心和人氣歌謠節目上表演    。

## 商業表現
Rosé的首張個人單曲專輯在開放預購的四天内，拿下超過40萬張訂單，成為韓國女性個人歌手最暢銷的單曲專輯。3月15日，《R》預購量已經超過50萬張。在500,000張預購訂單中，有400,000張來自CD，48,000張來自Kit版，52,000張来自黑膠唱片。
3月17日，韓國專輯銷量紀錄權威網站Hanteo （页面存档备份，存于）公開紀錄，表示《R》實體專輯於2021年3月16日開售當天售出了282,674張，並在一週後的3月22日，累積了448,089張的銷售量，創下韓國女個人歌手的最高首日及首週銷售紀錄。該成績讓Rosé成為韓國首位實體銷量突破40萬張的女個人歌手；也是不分性別，韓國史上第四位首週銷量超越40萬張的個人歌手。
Hanteo並於韓國4月8日，頒發Rosé『新紀錄認證獎牌』與『銀認證獎牌』。在Gaon專輯排行榜上，《R》實體專輯最高排名第二、Kit版本排名第七名 。Rosé本人也因為這張專輯，於3月22日在Spotify突破700萬月收聽人數，成為月收聽人數最高的韓國女性個人歌手，更於4月8日成為首位突破1200萬月收聽人數的韓國個人歌手。4月12日，韓國Gaon實體專輯銷量紀錄《R》截至當天已售52.17萬張，為韓國女性首位，且個人歌手中最快突破50萬張的紀錄。
在中國，這張專輯也取得了成功。《R》在3月12日開售當天，在中國最大音樂串流媒體服務QQ音樂上，空降其數位媒體『巔峰暢銷榜』日榜、周榜與年榜冠軍，亦在酷狗音樂與酷我音樂等中國其他主要音樂網站中排名第一。《R》在發售隔日，於QQ音樂的銷量突破80萬張，成為平台最快突破各項等級至拿下「鑽石唱片」認證的日韓歌手，並於發行兩天後賣出100萬張數位版專輯，截至4月8日，QQ音樂上的銷量突破1,350,000張，加上酷狗與酷我平台的銷量，總計超過1,500萬張，使Rosé成為QQ音樂及中國合計銷量最高的韓國個人歌手。韓國Gaon實體專輯銷量紀錄公布，截至4月12日，《R》已售52.17萬張，為首位突破40與50萬張大關的韓國女個人歌手，亦為個人歌手中最快突破50萬張的紀錄。5月5日，《R》獲Gaon白金認證，Rosé為首次達成此紀錄的女個人歌手。據韓國《Vogue》報導，在2021年推出個人專輯的歌手中，Rosé的成績最為優異。5月31日，YG娛樂更新數據顯示《R》在發售一個月內即售出62萬張。

## 版本與曲目

### 專輯版本
| 版本                       | 發行日期      | 收錄曲目                                                                 | 語言 |
| -------------------------- | ------------- | ------------------------------------------------------------------------ | ---- |
| 數位                       | 2021年3月12日 | 曲目 1. On The Ground 2. Gone                                            | 英語 |
| 光碟                       | 2021年3月16日 | 曲目 1. On The Ground 2. Gone 3. On The Ground（Inst.） 4. Gone（Inst.） | 英語 |
| Kit （页面存档备份，存于） | 2021年3月16日 | 曲目 1. On The Ground 2. Gone 3. On The Ground（Inst.） 4. Gone（Inst.） | 英語 |
| 黑膠                       | 2021年4月19日 | 曲目 1. On The Ground 2. Gone 3. On The Ground（Inst.） 4. Gone（Inst.） | 英語 |

### 曲目資訊
| R        | R             | R                                                                | R                                 | R    |
| 曲序     | 曲目          | 词曲                                                             | 製作人                            | 时长 |
| -------- | ------------- | ---------------------------------------------------------------- | --------------------------------- | ---- |
| 1.       | On the Ground | Amy Allen Jon Bellion Jorgen Odegard Raúl Cubina Teddy Park Rosé | Bellion Ojivolta Odegard Teddy 24 | 2:48 |
| 2.       | Gone          | Brian Lee J. Lauryn Teddy Park Rosé                              | 24 Lee                            | 3:27 |
| 总时长： | 总时长：      | 总时长：                                                         | 总时长：                          | 6:15 |

| R – 僅限實體版（特別收錄） | R – 僅限實體版（特別收錄）    | R – 僅限實體版（特別收錄）                   | R – 僅限實體版（特別收錄）        | R – 僅限實體版（特別收錄） |
| 曲序                       | 曲目                          | 词曲                                         | 製作人                            | 时长                       |
| -------------------------- | ----------------------------- | -------------------------------------------- | --------------------------------- | -------------------------- |
| 3.                         | On the Ground（instrumental） | Allen Bellion Odegard Cubina Teddy Park Rosé | Bellion Ojivolta Odegard Teddy 24 | 2:48                       |
| 4.                         | Gone（instrumental）          | Lee Lauryn Teddy Park Rosé                   | 24 Lee                            | 3:27                       |
| 总时长：                   | 总时长：                      | 总时长：                                     | 总时长：                          | 12:30                      |

## 排行榜
| 排行榜（2021）      | 最高名次 |
| ------------------- | -------- |
| 韓國 Gaon專輯排行榜 | 2        |

## 銷售成績與認證
| 形式 | 累計機構    | 銷售量     | 統計日期              | 備註                       | 參考資料             |
| ---- | ----------- | ---------- | --------------------- | -------------------------- | -------------------- |
| 實體 | 韓國 Gaon   | 521,700+   | 2021年3月16日-4月12日 |                            | [ 96 ] [ 97 ]        |
| 實體 | 韓國 Hanteo | 500,561+   | 2021年3月16日-4月20日 | 僅計入Hanteo認證通路出貨量 |                      |
| 數位 | 中國 QQ音樂 | 1,549,905+ | 2021年3月12日-4月8日  |                            | [ 98 ] [ 90 ] [ 91 ] |

| 累計機構    | 形式 | 官方認證最高紀錄 | 取得日期      | 紀錄銷售量 | 統計日期                  | 參考資料 |
| ----------- | ---- | ---------------- | ------------- | ---------- | ------------------------- | -------- |
| 韓國 Gaon   | 實體 | 白金認證         | 2021年5月5日  | 562,853    | 3月16日-5月5日            | [ 83 ]   |
| 韓國 Hanteo | 實體 | 新紀錄認證獎牌   | 2021年4月8日  | 448,089    | 3月16日-3月22日(首週初動) | [ 82 ]   |
| 中國 QQ音樂 | 數位 | 鑽石唱片         | 2021年3月13日 | 1,352,298  | 3月12日-4月8日            | [ 99 ]   |

## 發行歷史
| 地區     | 日期          | 格式                   | 廠牌               | 參考資料 |
| -------- | ------------- | ---------------------- | ------------------ | -------- |
| 全球各地 | 2021年3月12日 | 數位音樂下載、串流媒體 | YG娛樂、新視鏡唱片 | [ 26 ]   |
| 全球各地 | 2021年3月16日 | 雷射唱片               | YG娛樂、新視鏡唱片 | [ 100 ]  |
| 韓國     | 2021年4月19日 | 黑膠唱片               | YG娛樂、新視鏡唱片 | [ 101 ]  |